# IBM PC Convertible
L'IBM PC Convertible è un laptop computer dell'IBM commercializzato tra il 1986 e il 1989 in vari Paesi del mondo. Nell'offerta commerciale dell'IBM, ha soppiantato l'IBM Portable Personal Computer, uscito di produzione nel 1986.
Nell'ambito dei computer IBM, l'IBM PC Convertible detiene due primati. È, in ordine cronologico, il primo laptop computer dell'IBM commercializzato. Sempre in ordine cronologico, tra i computer dell'IBM commercializzati, è il primo dotato (di serie) di alimentazione elettrica autonoma (grazie a batterie ricaricabili incorporate nell'unità centrale).

## Storia
L'IBM PC Convertible è stato presentato il 2 aprile 1986 al COMDEX/Winter '86 (1-3 aprile 1986 – Los Angeles Convention Center – Los Angeles, California, Stati Uniti d'America), un'edizione invernale del COMDEX che (come tutte le edizioni invernali del COMDEX) in realtà si tenne all'inizio della primavera. In Italia venne distribuito con il nome di IBM Ventiquattrore

## Espandibilità
Era laptop espandibile attraverso accessori e moduli agganciabili posteriormente nell'ordine desiderato. Era disponibile un modulo con le porte seriale e parallela; uno con scheda video e relative uscite per utilizzare un monitor esterno monocromatico o a colori; una stampante termica agganciabile anche questa come gli altri moduli di espansione. Un connettore dedicato, disponibile maschio-femmina su tutti gli aggiuntivi, collegava tra loro i vari moduli.